# Ipotesi di complotto
Ipotesi di complotto (Conspiracy Theory) è un film del 1997 diretto da Richard Donner e interpretato da Mel Gibson, Julia Roberts e Patrick Stewart.

## Trama
Il tassista Jerry Fletcher è un complottista e ha attrezzato il proprio appartamento con una serie di sistemi anti intrusione e di difesa. Espone più volte i suoi sospetti ai suoi clienti e ad Alice Sutton, collaboratrice del procuratore che spesso spia senza che lei se ne accorga. È figlia di un giudice assassinato, e Jerry l'aveva salvata da una rapina. Un giorno Jerry viene sequestrato da alcuni agenti della CIA, capeggiati dal dottor Jonas, che lo segregano in una fabbrica abbandonata, lo legano a una sedia a rotelle e gli iniettano dell'LSD. Jerry, dopo aver avuto una serie di visioni, fugge mordendo Jonas sul naso, ruba una pistola a un agente e minacciandolo ottiene di rivedere Alice, che riesce a tranquillizzarlo. Viene però arrestato e condotto sotto sorveglianza in ospedale dove, grazie alla complicità di Alice, che scambia la sua cartella clinica con quello del paziente vicino, scampa alla sua uccisione, mentre la morte arriva per l'altro paziente, apparentemente a causa di una crisi cardiaca.
Alice comincia a dar credito ai racconti di Jerry, il quale descrive Jonas come un impostore; egli si presenta in ospedale in qualità di psichiatra della CIA, cosa ritenuta molto strana da Alice e i suoi colleghi, così da poterlo assassinare, ma Jerry riesce a fuggire dopo averlo riconosciuto per la ferita al naso. A questo punto Alice inizia delle indagini su Jonas, mentre Jerry invitandola a casa sua le spiega perché è inseguito dalla CIA, cercando di trovare le parole giuste. Improvvisamente una squadra della CIA fa irruzione nell'appartamento di Jerry, ma i due fuggono riparandosi a casa di Alice. Arrivati nella sua abitazione, ella chiede delucidazioni, ma si arrabbia per i ricordi vaghi e confusi di Jerry, allontanandolo da casa. Fuori, Jerry viene braccato da diversi agenti, ma riesce a trovare rifugio in una sala cinematografica (dove stanno proiettando Ladyhawke, diretto sempre da Richard Donner), dalla quale riesce a fuggire provocando il panico. Jerry contatta nuovamente Alice e si incontrano in una metropolitana dove lui dichiara i suoi sentimenti, ma lei sembra non corrisponderlo e così Jerry, deluso, sale su un treno abbandonandola.
Alice si incontra con Jonas, il quale le rivela la verità su Jerryː il suo cervello è stato condizionato artificialmente tramite il progetto MKULTRA tale da farlo diventare un assassino programmato, aggiungendo – mentendo – che è anche l'assassino di suo padre. Alice accetta dunque di fare il doppio gioco, aiutando Jonas a trovare Jerry; questi incontra Alice e riesce a sfuggire agli agenti fino ad arrivare alle scuderie private del padre di Alice, dove lei un tempo montava a cavallo. Nella scuderia, Jerry ricorda che effettivamente gli era stato ordinato di uccidere il padre di Alice, ma non aveva avuto il coraggio di farlo, perché aveva visto Alice per la prima volta e ne era rimasto incantato. In quel momento un gruppo di uomini della CIA, riusciti a rintracciarli grazie al telefono lasciato di proposito acceso da Alice, ora dispiaciuta per averli aiutati, si cala da un elicottero e li sorprende. Alice riesce a fuggire, mentre Jerry viene catturato da Jonas che lo riconduce nella vecchia fabbrica. Alice si rimette sulle sue tracce e lo ritrova in stato confusionale, ma in quel momento arriva Jonas con altri suoi scagnozzi, cogliendo i due di sorpresa, mentre degli agenti capeggiati da Lowry, facenti parte di una sezione segreta della CIA e inviati per proteggere Jerry, arrivano e uccidono gli uomini di Jonas. Egli sta per essere annegato da Jerry, ma riesce a prendere una pistola nascosta nella calza e a sparargli alcuni colpi, un attimo dopo arriva Alice e anche lei sparerà a Jonas che cade e muore in quella stessa vasca in cui stava annegando Jerry. Quest'ultimo è gravemente ferito e, mentre morente viene portato in ospedale, Alice gli confessa di amarlo.
Qualche tempo dopo, Alice è in visita alla tomba di Jerry, lasciando la spilla del sindacato dei tassisti che lui le aveva dato qualche tempo prima e riprende a cavalcare con il suo cavallo. Tuttavia Jerry, in realtà, è ancora vivo e nella sua tomba c'è un altro cadavere; infatti Jerry viene portato via da una macchina di Lowry, aiutato da Flip, un agente che fingeva di essere l'edicolante disabile presso cui Jerry si acquistava i giornali in cui cercava i complotti, per evitare di avere contatti con Alice, fino a che gli altri collaboratori di Jonas non saranno catturati. Mentre sta cavalcando, Alice scopre una seconda spilla del sindacato attaccata a una sella, e capisce che Jerry è ancora vivo.

## Produzione
Le riprese del film si svolsero dal 14 ottobre 1996 al 7 febbraio 1997.
Il film fu prodotto dalla Warner Bros. Pictures, dalla Silver Pictures e dalla Donner/Shuler-Donner Productions.

### Cameo
Nel film compaiono, in brevi camei, il regista Richard Donner (passeggero del taxi) lo sceneggiatore Brian Helgeland (foto segnaletica di Ezekiel nella camera del protagonista) e il fratello di Mel Gibson, Donal Gibson (dottore dell'ospedale che apre la porta).

## Colonna sonora
La colonna sonora e le musiche originali del film sono curate da Carter Burwell, compositore e musicista statunitense, noto per la sua collaborazione con i fratelli Coen.

Nel film sono inoltre presenti i brani:
- Can't Take My Eyes Off You (1967), Frankie Valli (titoli di testa)
- Riding, Carter Burwell (brano ricorrente)
- Can't Take My Eyes Off You (1997), Lauryn Hill (titoli di coda)

## Distribuzione

### Data di uscita
Il film venne distribuito in varie nazioni, fra cui:
- Australia, 7 agosto 1997
- Stati Uniti d'America, Conspiracy Theory 8 agosto 1997
- Svezia, Sammansvärjningen 8 agosto 1997
- Francia, Complots 20 agosto 1997
- Inghilterra, 29 agosto 1997
- Portogallo, 5 settembre 1997
- Argentina, El complot 18 settembre 1997
- Israele, 2 ottobre 1997
- Brasile, Teoria da Conspiração 10 ottobre 1997
- Estonia, Vandenõuteooria 10 ottobre 1997
- Messico, 17 ottobre 1997
- Turchia, Komplo teorisi 17 ottobre 1997
- Italia, Ipotesi di complotto 24 ottobre 1997
- Giappone, 1º novembre 1997
- Germania, Fletchers Visionen 6 novembre 1997
- Spagna, Conspiración 13 novembre 1997
- Danimarca, Farlige teorier 14 novembre 1997
- Russia, Теория заговора 4 dicembre 1997
- Ungheria, Összeesküvés-elmélet 31 dicembre 1997

## Riconoscimenti
- 1998 - Blockbuster Entertainment Awards
  - Miglior attore in un film di suspense a Mel Gibson
  - Miglior attrice in un film di suspense a Julia Roberts
  - Miglior attore non protagonista in un film di suspense a Patrick Stewart
- 1998 - ASCAP Award
  - Top Box Office Films a Carter Burwell
- 1998 - Edgar Award
  - Nomination Miglior film a Brian Helgeland

## Accoglienza

### Incassi
Il film ha incassato un totale di 75.982.834 dollari negli USA,
e 61.000.000 circa negli altri paesi.

### Critica
Secondo Roberto Nepoti di Repubblica, "il film inizia infondendo emozioni forti e trasmettendo tensione allo spettatore, ma si perde nel finale in tanti stili differenti". Fabio Ferzetti del Messaggero invece commenta "La commedia stona con il messaggio di fondo che poteva dare, metafora della paranoia complottistica statunitense.
Secondo Tullio Kezich del Corriere della Sera "I due attori protagonisti sono bravi a dare corpo a due personaggi «campati in aria»". Invece il dizionario Morandini recensisce così la pellicola "La trama appare strana, quasi assurda, ma incuriosisce lo spettatore grazie a tocchi di originalità disseminati lungo la pellicola".